# Staré

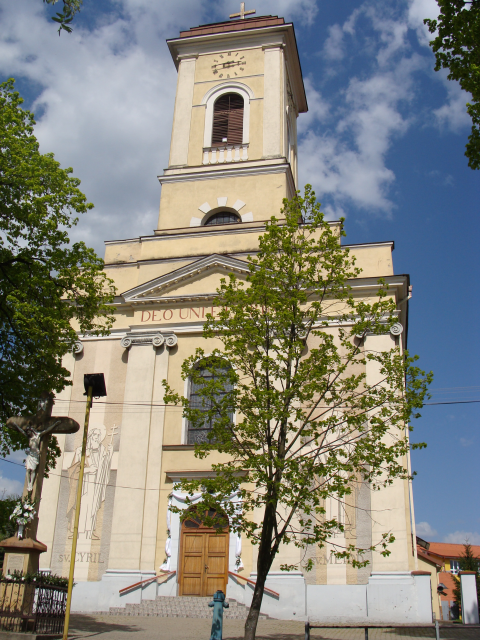
Staré

Staré (Hongaars: Sztára) is een Slowaakse gemeente in de regio Košice, en maakt deel uit van het district Michalovce.
Staré telt 788 inwoners.